# Projekt 1253
Projekt 1253 Deckname: Almas (russisch Алмаз für Diamant) war eine Klasse von kleinen Minenräumbooten der sowjetischen Marine, die man zur Suche nach Seeminen im Küstenvorfeld entwickelt hatte. Elf Schiffe wurden von der Sowjetunion ab 1962 gebaut.

## Beschreibung
Projekt 1253 war unter den Minensuchfahrzeugen der Sowjetunion eine Besonderheit. Die kleinen Boote mit nur sieben Besatzungsmitgliedern sollten Breschen in Minenfelder sprengen, die von anderen Schiffen und Flugzeugen zuvor aufgespürt wurden. Die Boote konnten dazu, ähnlich den Booten der deutschen Seehund-Klasse, auch über ein automatisiertes System von einem Führungsschiff aus in Gruppen zu mehreren Booten ferngesteuert werden. Dazu wurden zwei Führungsboote des Projektes 1253W auf Basis von Projekt 257D gebaut.
Die Fahrzeuge des Projektes 1253 hatten einen Rumpf aus mehreren Lagen Holz, auf den ein Aufbau aus einer Aluminiumlegierung gesetzt wurde. In der Schiffsmitte befand sich eine große Kabeltrommel, auf der die bis zu 2.000 Meter lange Sprengschnur aufgewickelt war. Der Antrieb der Boote erfolgte über einen Dieselmotor, der zum Betrieb eines Wasserstrahlantriebes genutzt wurde.
Bewaffnet waren die Boote von Projekt 1253 nicht.

## Einheiten und Verbleib
Zwei Boote des Projekts 1253 wurden als Erprobungsträger gebaut, es folgte Projekt 1253A mit sechs Booten und schließlich drei überarbeitete Boote des Projekts 12531.
Bis 1998 waren alle Boote außer Dienst gestellt.